# Juan Miguel Fernández
Juan Miguel Fernández (Huelva, 31 de marzo de 1920)pintor y escritor, que firma sus obras utilizando como nombre artístico Juan Miguel, nació en Nerva en 1920. 
Inició su vocación por el dibujo en su juventud, dibujando con gran destreza paisajes y retratos y contando actualmente con una extensa galería de obras pictóricas, realizadas con grafito y carboncillo.
En 2009 se lanza su primer libro, de publicación independiente Diario de un Soldado Español, donde relata sus vivencias durante la Guerra Civil de España (1936-1939), cuando en su plena juventud ha sufrido en sus carnes la dura guerra fratricida como tantos muchos españoles en aquella época; aunque no estuvo durante su total período, pero sí en sus finales y primeros meses de la posguerra, cuando la escasez de alimentos se multiplicaba y la atroz “limpieza” de seres humanos, muchos de ellos inocentes, se producía como el pan de cada día en cualquier punto de España
Es admirable como llevó a término su diario rutinario del día a día, como si hubiese sido una obligación personal impuesta al igual que su abnegada obligación de aseo personal en unos tiempos difíciles de llevar a cabo. Estuvo en el bando equivocado según sus pensamientos ideológicos, por salvar a sus padres y hermanos de una posible represalia contra ellos como pudo ver que sucedió en su pueblo de Nerva contra otras familias, ocultando celosamente cual era su modo de pensar, actuando a veces con remordimientos incluso en contra de esos propios ideales políticos para no dejarse descubrir su ocultada devoción. Y sorprendente es en la forma que mantuvo su nocturna escritura codificada pacientemente en cualquier papel, para no ser interpretada por nadie como no fuese él mismo, porque de haber sido, fatales consecuencias hubiese llegado para sí y su familia, descifrándola y volcándola años después en un simple cuaderno.
Es un diario con hechos reales e inéditos que no por su rutinario contenido dejará de ser bastante interesante al lector o lectora, escrito por un singular soldado que vivió en circunstancias lamentables, contando la ingratitud que se viven en momentos en guerra, donde siempre aparecen el odio, los sinsabores, las desgracias, la ruina, los peligros, la muerte, etc.
Su obra es extensa, a pesar de no haber cursado estudios superiores, ha leído con avidez cuantos libros y prensa tenía a su alcance desde que tuvo uso de razón, creándose unos conocimientos y cultura literaria admirables, los cuales le han valido para escribir cientos de poemas, poesías, escritos varios y memorias no publicadas. 
Naturalista por excelencia, es también coleccionista de diversas materias. Actualmente vive en Minas de Riotinto, y a sus noventa años, continúa escribiendo, pintando y dibujando.